# Ardisia whitei
Ardisia whitei är en viveväxtart som beskrevs av Cyrus Longworth Lundell. Ardisia whitei ingår i släktet Ardisia och familjen viveväxter. Inga underarter finns listade i Catalogue of Life.